# Мавзолей «Восьмигранник»
Мавзолей «Восьмигранник» — памятник архитектуры в Самарканде (XV век). Необычный по своей форме, является украшением целого ряда историко-архитектурных памятников, входящих в состав ансамбля Шахи-Зинда.

## Исторический срез

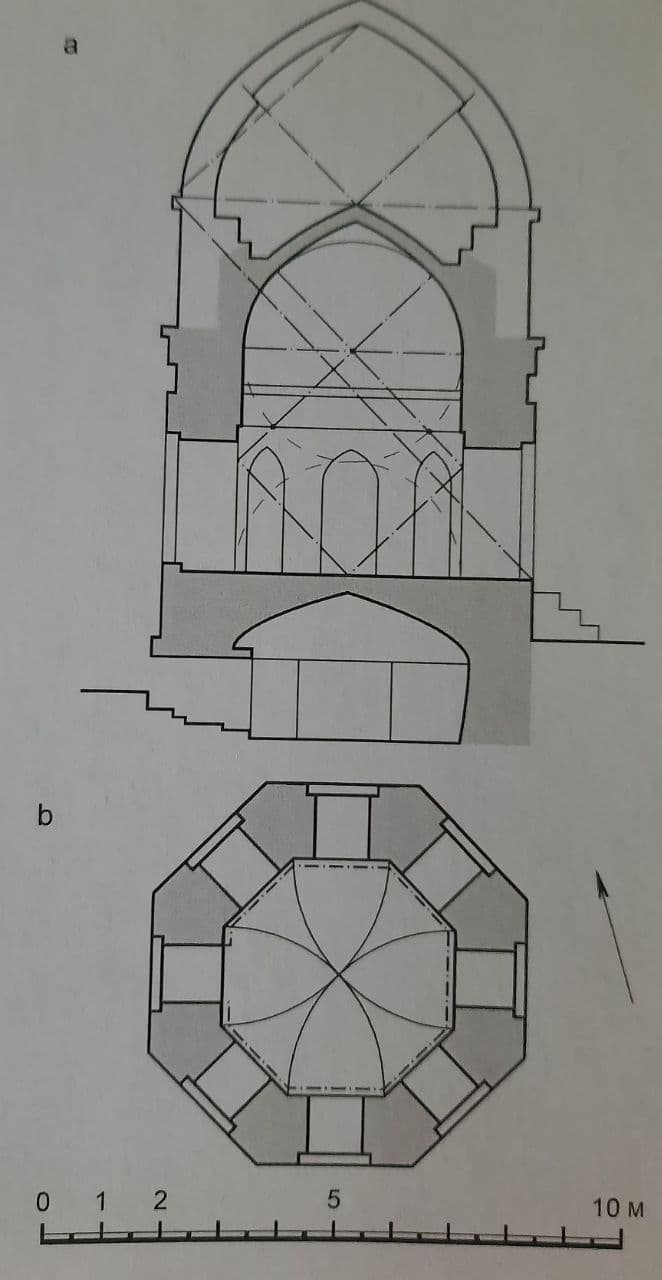
Из книги Немцевой Н. Б., Ансамбль Шахи-Зинда: история-археология-архитектура XI—XXI вв.

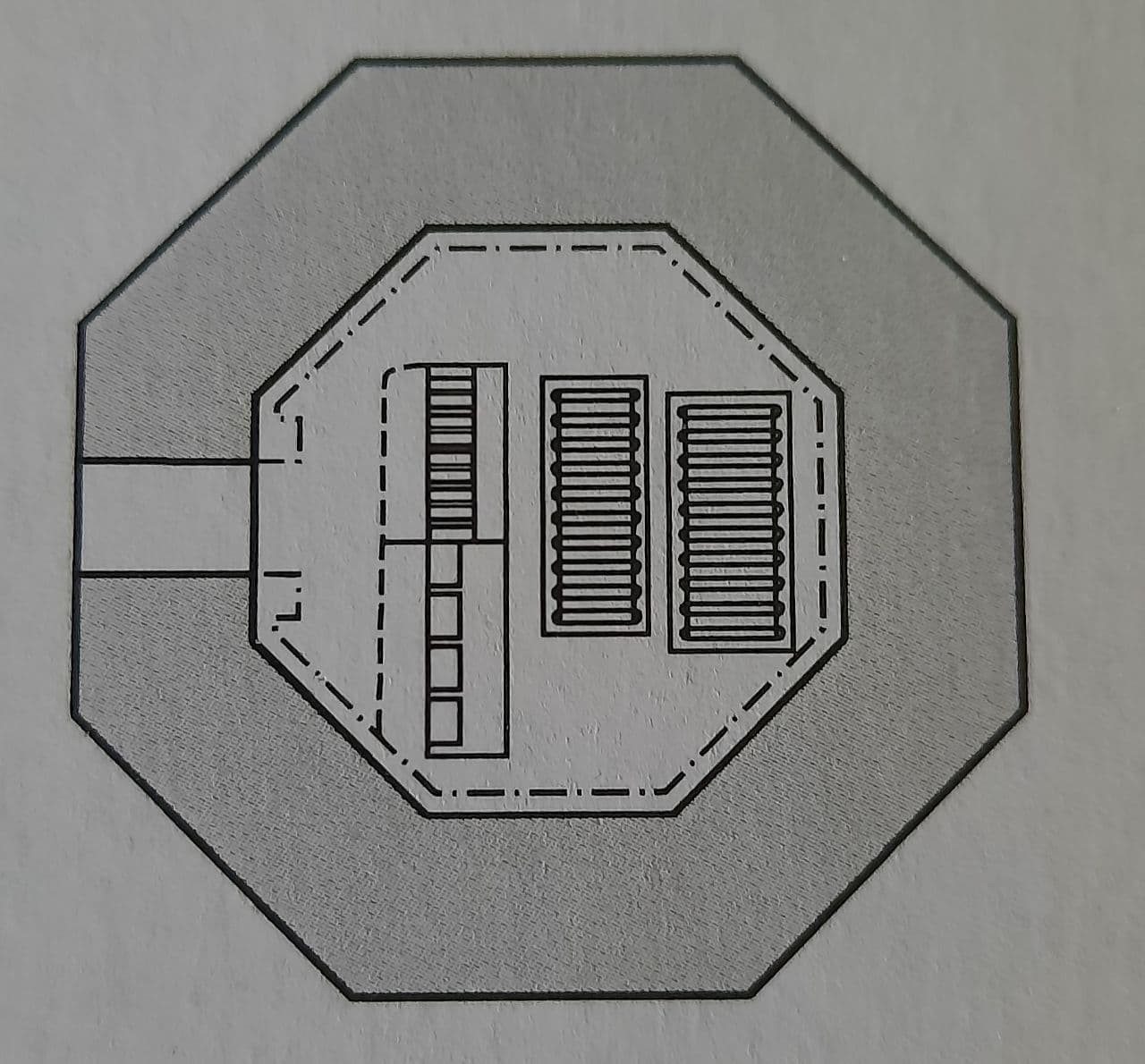
Из книги Немцевой Н. Б., Ансамбль Шахи-Зинда: история-археология-архитектура XI—XXI вв.

«Восьмигранник» представляет собой мавзолей-ротонду со сквозными гранями. Расположен в «средней группе» мавзолеев, севернее мавзолея Ширин-бика-ака. «Восьмигранник» был вписан в небольшой свободный участок между двумя мавзолеями XIV в. Уникальная октагональная форма была избрана под влиянием зодчества Западного Ирана или Азербайджана, где эта форма гробниц была традиционной и известна по сооружениям XI—XII вв. Восьмигранный силуэт мавзолея органично вписывается в группу портально-купольных усыпальниц XIV в. и вносит разнообразие в панораму ансамбля.

## Описание мавзолея
Когда-то восьмигранная ротонда со сквозными арками в гранях была перекрыта небольшим сферическим куполом с лёгким кирпично-мозаичным декором. Грани мавзолея облицованы глазурированными и шлифованными кирпичами, тимпаны арок оформлены наборной резной майоликой. Интерьер и внутренний купол покрыты полихромной живописью по ганчу в голубовато-синей гамме, стилистически схожей с росписями двухкупольного мавзолея «Матери султана», шахрисабзкого мавзолея Гумбези-Сейидан, самаркандского медресе Улугбека.
«Восьмигранник» — это новый тип беспортального мавзолея комплекса Шахи-Зинда связан с башенными мавзолеями Западного Ирана и Азербайджана. Появление столь нехарактерной для ансамбля и вообще для Самарканда архитектурной формы, вероятнее всего, обязано иноземным мастерам, которых свозил в столицу ещё Амир Темур.

## Склеп
Под полом мавзолеем расположен гранёный, повторяющий форму верхней камеры склеп (3,92 х 3,94 м по оси, высота 2,53 м). Стены верхней ротонды продолжают стены склепа.
В середине XX в. мавзолей был обмерен (А. Н. Виноградов), вскрыто основание здания (А. И. Тереножкин), в 60-е годы XX в. обследован склеп (Н. Б. Немцева и антрополог В. Я. Зезенкова).
В склепе были обнаружены четыре женских погребения в грунтовых могилах разного типа. Две центральные — это грунтовые могилы-цисты с кирпичной обкладкой стенок и поперечно-балочным перекрытием. Третье погребение совершено в кирпичном ящике-цисте перекрытым кирпичом на ребро. Четвёртое, последнее, совершено в грунтовой яме типа «ляхат» (подбой). «Ляхат» был врезан наполовину в третью могилу.
Разный тип могил четырёх женщин в одном фамильном склепе, видимо, отражает какие-то традиционные этнические особенности в погребальном обряде, неудивительные при многожёнстве и придворных гаремах.
«Восьмигранник», как и большая часть мавзолеев Шахи-Зинда, был женской усыпальницей. Это окончательно сняло выдвинутое ещё в 1940-е годы предположение о принадлежности усыпальницы астроному Кази-Заде Руми.
Погребальный обряд, зафиксированный в склепе, представляет новый для ансамбля Шахи-Зинда тип — в грунтовых ямах под полом (в виде ящика и подбоя), без каких-либо признаков надгробной плиты или холма сверху. Склеп представляет собой промежуточный тип между первыми примитивными камерами и сложными по конструкции, где совмещались погребальный и поминальный обряды.
Тёмная, в черновой кладке, без признаков декора, проветривания и освещения, с узким (90 см) небольшим входом камера склепа ещё не приспособлена для поминальных обрядов, однако захоронения в ней совершены уже под полом, что характерно для склепов с двойной функцией.

## Эпиграфика
На тимпанах арок (по восьми сторонам) были, очевидно, надписи, которые полностью утрачены. Во время ремонта 2004—2005 годов на этих местах были написаны хадисы.

## Свастический мотив декора
Свастика — «благо» — древнейший магический знак, известный на территории Средней Азии с эпохи энеолита. Универсальный символ вечного движения и обновления жизни, востребованный во многих культурах античного и средневекового мира. Со свастикой связывали идею перемещения Солнца на небесном небосводе, идею четырёх сторон света, стихий, времён года.
В мавзолее «Восьмигранник» левосторонняя свастика используется в качестве основного декора.
Правосторонняя свастика являлась знаком света, жизни, святости и благополучия. Левосторонняя, напротив, выражала тьму, гибель и разрушение; это убывающее осеннее светило. Учитывая тот факт, что на темуридских и более поздних постройках чаще всего была изображена левосторонняя свастика, возможно, следует думать, что символика знака была частично утрачена, но сохранена его общая благопожелательная и охранная основа.